# أوغستين غاريزيو
أوغستين غاريزيو (بالإنجليزية: Agustín Garizzio)‏ مواليد 19 مارس 1970، هو لاعب كرة مضرب أرجنتيني سابق كان يلعب باليد اليمنى بدأ مسيرته كمحترف عام 1989.